# Кожкев

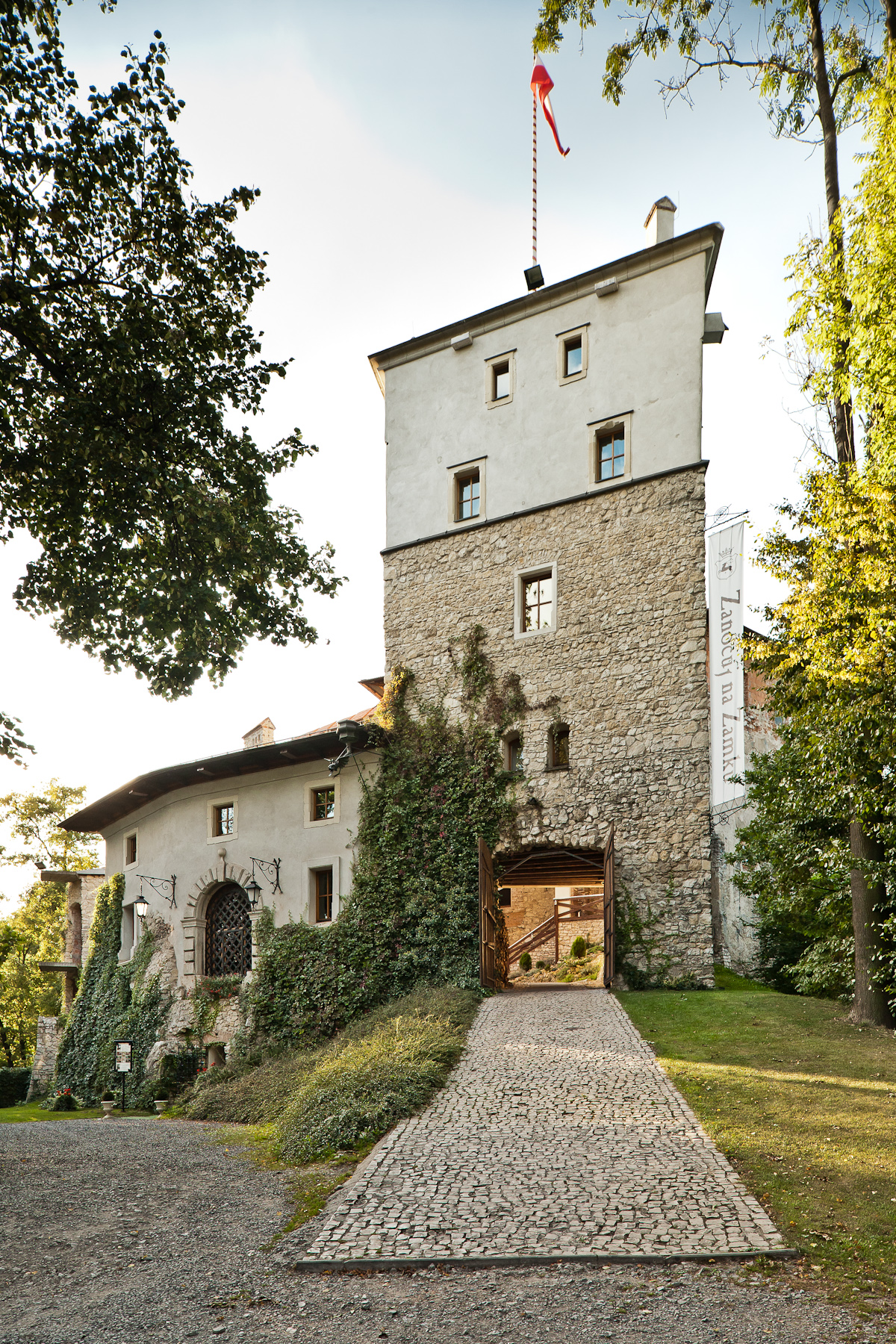
Кожкевский замок

Ко́жкев (пол. Korzkiew) — село в Польше в сельской гмине Зелёнки Краковского повета Малопольского воеводства.
Село располагается в 13 км от административного центра воеводства города Краков.

## История
История села непосредственно связно с Кожкевским замком, который был построен Яном герба Сырокомля в качестве оборонительного сооружения в 1352 году. Возле этого замка постепенно формировался будущий Кожкев. К концу XIV века во владение Яна Сырокомли перешли соседние деревни Грембынице, Бялы-Косчул, Гебилтув и Рудна. В XV веке наследники Яна Сырокомли распродали всё своё наследство, в том числе и Кожкевский замок. В конце XVIII века село перешло в собственность аристократического рода Водзицких.
В 1630 году в селе была построена церковь святого Рождества Иоанна Крестителя, которая сохранилась до нашего времени.
Во время Царства Польского село было административным центром гмины Кожкев. В 1975—1998 годах село входило в состав Краковского воеводства.
31 октября 2011 года на местном кладбище был похоронен польский актёр и режиссёр Тадеуш Брось.

## Население
По состоянию на 2013 год в селе проживало 193 человек.
| 2010 | 2013 |
| ---- | ---- |
| 175  | 193  |

| Перепись  | Всего   | Всего | Женщины | Женщины | Мужчины | Мужчины |
| --------- | ------- | ----- | ------- | ------- | ------- | ------- |
| Единицы   | человек | %     | человек | %       | человек | %       |
| Население | 193     | 100   | 92      |         | 101     |         |

## Достопримечательности
Памятники культуры Малопольского воеводства:
- Кожкевский замок;
- Церковь Рождества святого Иоанна Крестителя.
- Кожкевский культурный парк — часть Ойцовского национального парка.